# Coupe des Pyrénées (automobile)
Pour la compétition de football, voir Coupe des Pyrénées.

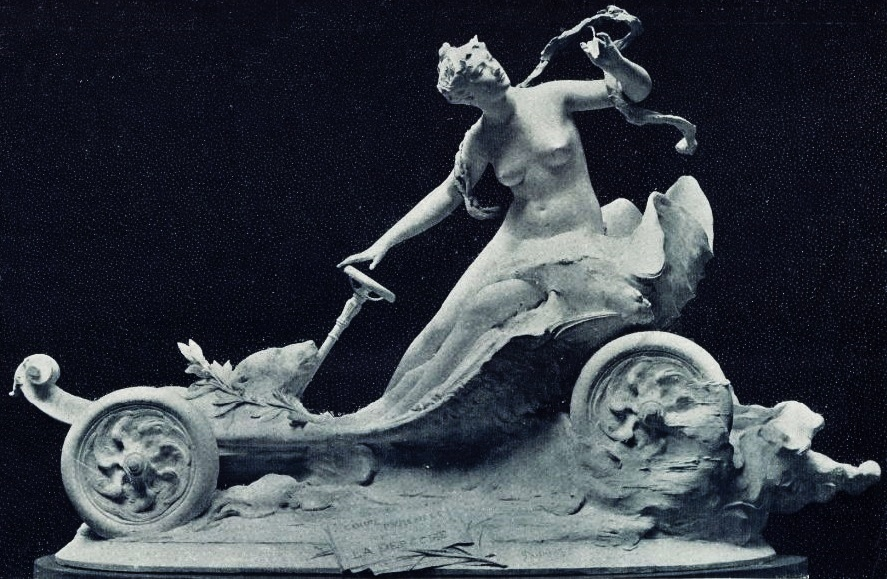
La Coupe des Pyrénées 1905.

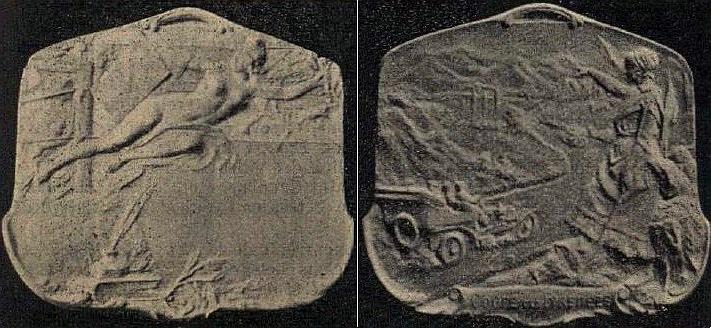
Avers (g.) et revers (d.) de la médaille due au sculpteur Louis Oury, exécutée pour la Dépêche du Midi et remise au vainqueur de la Coupe.

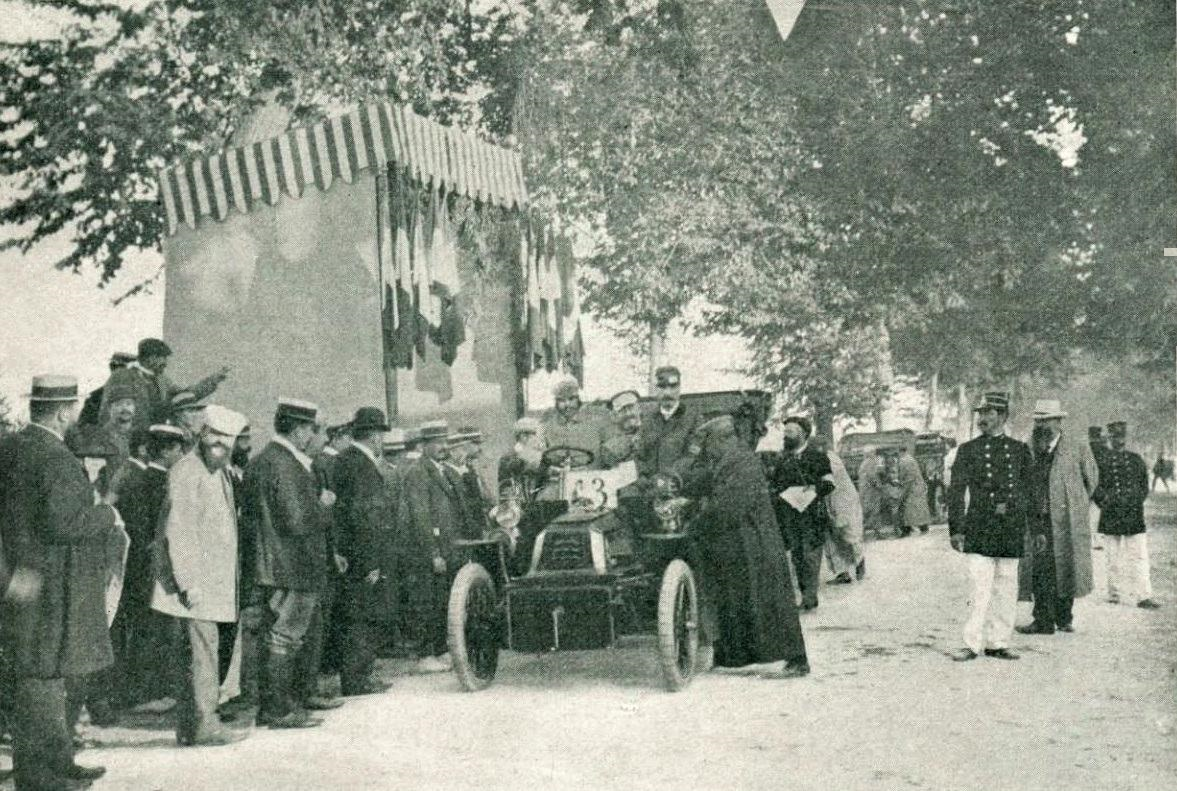
Départ de Toulouse, le 20 août 1905.

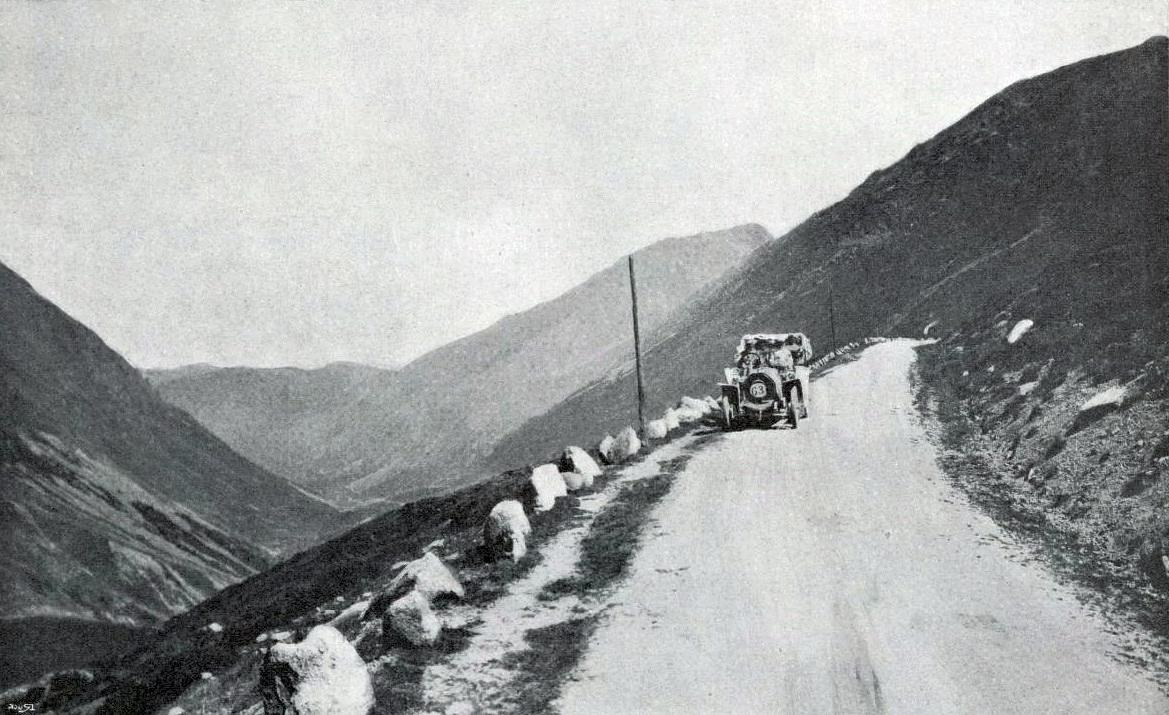
La Coupe des Pyrénées 1905 dans les Pyrénées, au pays de Serdinya près d'Olette (21 août, aussi près du Canigou).

La Coupe des Pyrénées était une randonnée pour voitures de tourisme organisée à partir de 1905 par le journal La Dépêche du Midi et La Vie au grand air, qui avait pour but de promouvoir la région pyrénéenne.

## Historique

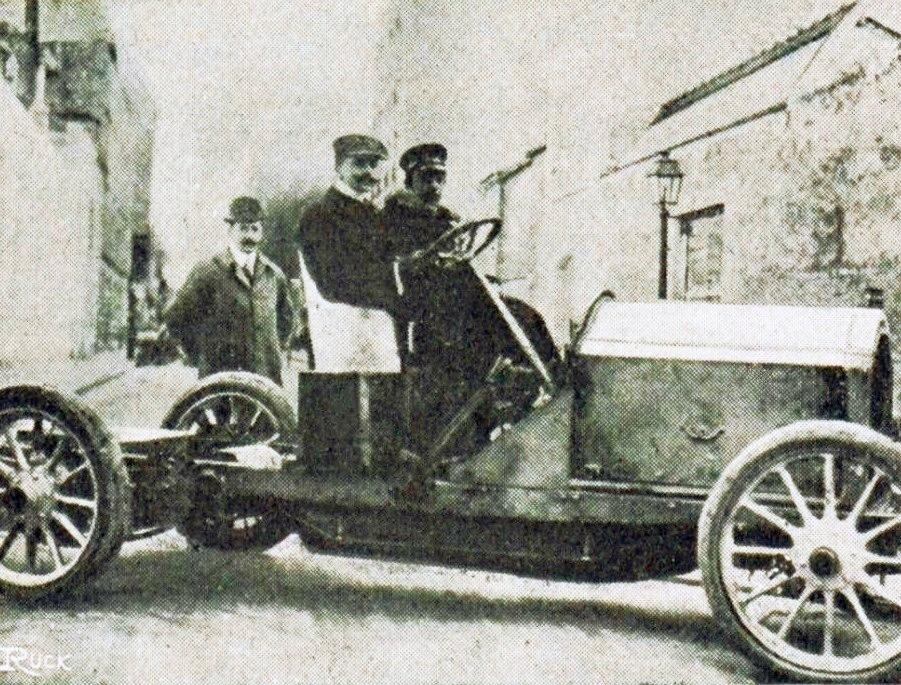
Marc Sorel sur De Dietrich, à la Coupe des Pyrénées 1905.

Les participants de l'époque ont donc fait un parcours partant et arrivant de Toulouse et cela sur une durée d'une semaine du 20 au 27 août. Cette course d'étapes est passée par les villes de Carcassonne, Narbonne, Perpignan, Luchon, Cauterets, Pau, Bayonne entre autres... Une édition du rallye s'est également déroulée en 1966.
La Coupe des Pyrénées a revu jour 104 ans après la première édition grâce à l'association REC (Route événementiel classique) et c'est à Capvern, au pied du piémont Pyrénéen que s'est déroulée l'édition 2009. 
L'édition de la Coupe des Pyrénées 2009, coorganisée en octobre avec La Dépêche, est une randonnée touristique de régularité réservée aux véhicules anciens. Cette épreuve est la dernière du Challenge historique d'Aquitaine et de Midi-Pyrénées.

## Résultats
- 1905 : 

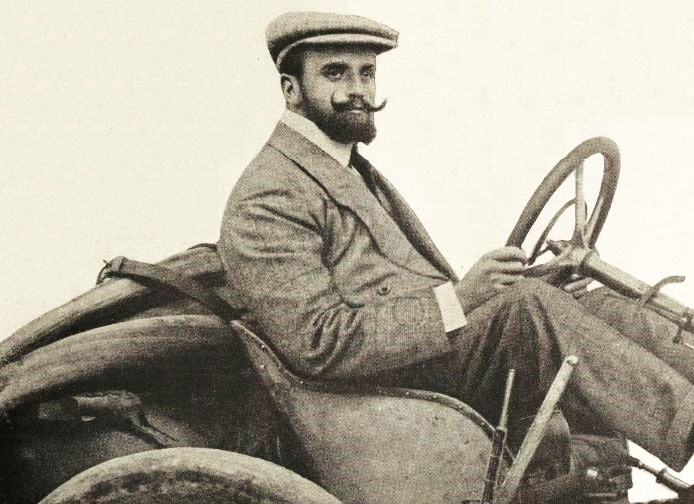
Marc Sorel (ici en 1906).

  - Marc Sorel sur une De Dietrich 40 hp.
- 1966 :
  - Vainqueur Ancelin, sur NSU TT.
- 2009 :
  - 1er: Frédérique Rive-Franck Rive sur VW Scirocco TS;
  - 2e: Murielle Prioleau - Jean-Marie Prioleau sur Audi coupé;
  - 3e: Annick Fabregal - Frédéric Mauries - sur Fiat 850 spyder.

## Bibliographie

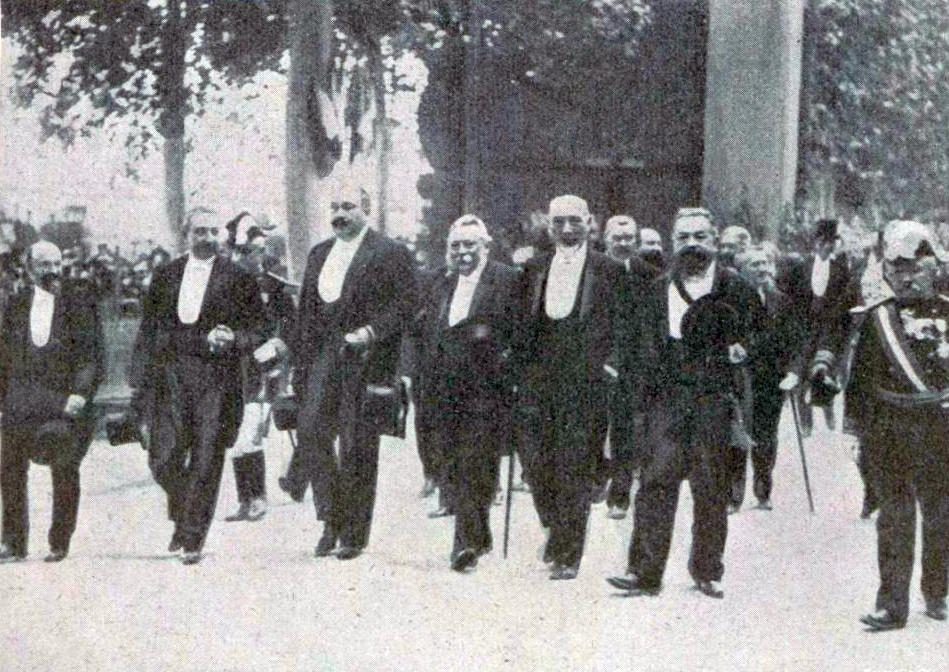
27 août 1905, le maire de Toulouse Honoré Serres (à D.) accueille pour l'arrivée de la Coupe des Pyrénées automobile les ministres (de G. à D.) Fernand Dubief, Maurice Berteaux, Joseph Ruau, Joseph Chaumié et Armand Gauthier de l'Aude, membres du gouvernement de Maurice Rouvier.